# Rihane Khalil Alio
Rihane Khalil Alio,, née le 16 novembre 2001 à N'Djaména, est une actrice tchadienne. 

## Biographie
Rihanne Khalil Alio nait le 16 novembre 2001 à N'Djaména. Son père est Khalil Alio et ses sœur sont Mounira Mitchala et la photographe Salma Khalil.
En 2020 elle obtient son baccalauréat, elle poursuit ses études avec une double licence en information et communication à l’université Bordeaux-Montaigne[réf. nécessaire].

## Carrière
Elle fait ses premiers pas dans le cinema avec le film Lingui, les liens sacrés du realisateur tchadien Mahamat Saleh Haroun. Elle y interprète le rôle de Maria, la fille d'Amina.

## Filmographie
- 2021 : Lingui, les liens sacrés : Maria
- 2025 : Warassa

## Dinstinction
- 2022 : Sotigui Award du meilleur espoir africain[4]